# Pflugern (Gemeinde St. Veit an der Glan)
Pflugern ist eine Ortschaft in der Gemeinde St. Veit an der Glan im Bezirk Sankt Veit an der Glan in Kärnten, in Österreich. Die Ortschaft hat 21 Einwohner (Stand 1. Jänner 2024). Die Ortschaft liegt heute zur Gänze auf dem Gebiet der Katastralgemeinde Sankt Donat. Bis 1920 war der Ort durch Katastralgemeinde-, Gemeinde- und Bezirksgrenzen getrennt, für einen Teil des heutigen Orts wurde davor zeitweise auch die Ortschaftsbezeichnung Stadlhof geführt.

## Lage

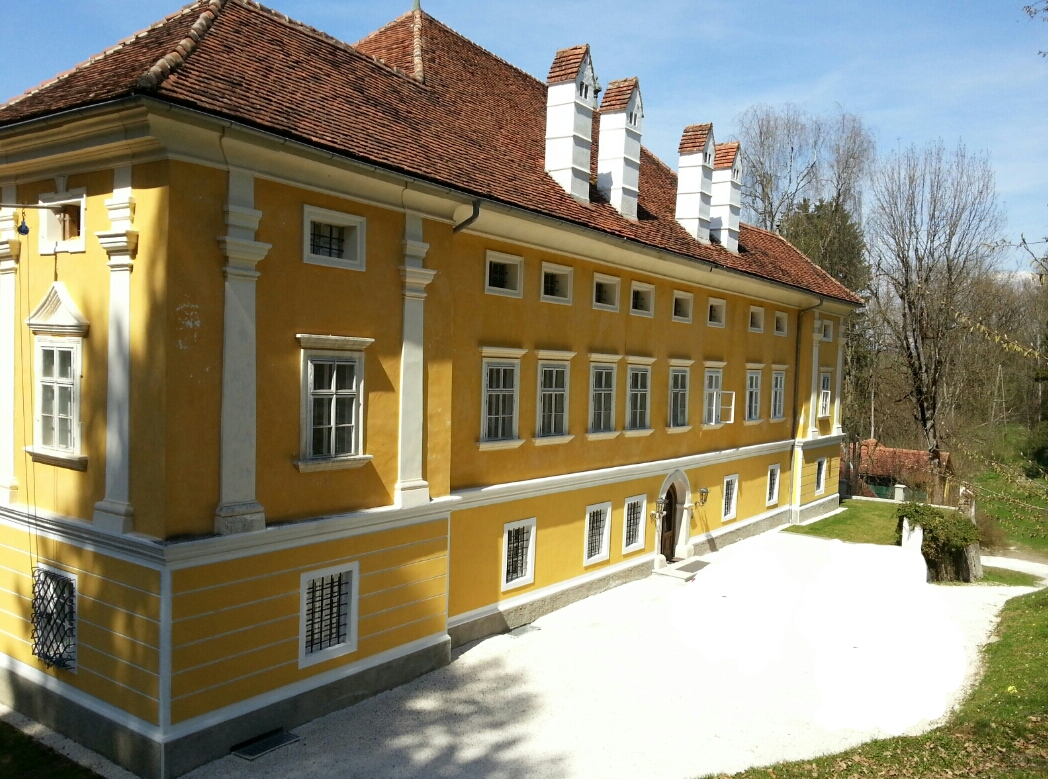
Schloss Stadlhof

Die Ortschaft liegt im Süden des Bezirks Sankt Veit an der Glan, südöstlich der Bezirkshauptstadt Sankt Veit an der Glan und südlich des Orts St. Donat. Sie erstreckt sich vom Schloss Stadlhof an der Zollfeld Straße (Landesstraße L71) im Westen, am nordöstlichen Rand des Zollfelds, bis weit hinauf an den Westhang des Magdalensbergs (Haus Lentrattner, Pflugern Nr. 8, 693 m ü. A.).

## Geschichte
1599 wurde Schloss Stadlhof erstmals erwähnt.
Durch den Ort verlief die Grenze zwischen den Steuergemeinden Sankt Donat und Katastralgemeinde St. Michael am Zollfeld. Die in der Steuergemeinde St. Donat liegenden Häuser (der Großteil des heutigen Ortes, einschließlich der meisten Nebengebäude des Schlosses Stadlhof) gehörten in der ersten Hälfte des 19. Jahrhunderts zum Steuerbezirk Osterwitz. Sie kamen bei Bildung der Ortsgemeinden im Zuge der Reformen nach der Revolution 1848/49 an die Gemeinde St. Georgen am Längsee und 1895 an die damals neu gegründete Gemeinde St. Donat und waren somit Teil des Bezirks Sankt Veit an der Glan; als Ortschaftsbezeichnung wurde durchgehend Pflugern verwendet.
Hingegen gehörten die damals in der Steuergemeinde St. Michael am Zollfeld liegenden Häuser (wie das heutige Haus Pflugern Nr. 1 und das Hauptgebäude des Schlosses Stadlhof, heute Pflugern Nr. 12) in der ersten Hälfte des 19. Jahrhunderts zum Steuerbezirk Maria Saal und kamen bei Bildung der Ortsgemeinden Mitte des 19. Jahrhunderts an die Gemeinde Maria Saal und damit an den Bezirk Klagenfurt-Land. Die Ortschaftsbezeichnung und -einteilung in diesem Bereich wurde nicht einheitlich gehandhabt: mitunter wurden diese Häuser als Ortschaft Pflugern geführt, mitunter als Ortschaft Stadlhof, und zeitweise wurden sie in die Ortschaften Pflugern und Stadlhof unterteilt.
1920 wurden im Bereich des Orts die Grenzen der Katastralgemeinden, politischen Gemeinde und Bezirke geändert: Ein kleiner Teil der Katastralgemeinde St. Michael am Zollfeld wurde an die Katastralgemeinde St. Donat abgetreten, so dass der gesamte Ort Pflugern seither in der Katastralgemeinde St. Donat (und somit damals in der Gemeinde St. Donat) und im Bezirk St. Veit an der Glan liegt. 1958 kam der Ort Pflugern so wie die gesamte bis dahin bestehende Gemeinde St. Donat an die Gemeinde Sankt Veit an der Glan.

## Bevölkerungsentwicklung
Für die Ortschaft zählte man folgende Einwohnerzahlen:

### Vor der Zusammenlegung 1920
Ortschaft Pflugern in der damaligen Katastralgemeinde Sankt Donat:
- 1869: 11 Häuser, 72 Einwohner[3]
- 1880: 12 Häuser, 49 Einwohner[4]
- 1890: 10 Häuser, 62 Einwohner[5]
- 1900: 10 Häuser, 44 Einwohner[6]
- 1910: 10 Häuser, 45 Einwohner[7]

Ortschaften Pflugern und Stadlhof in der damaligen Katastralgemeinde Sankt Michael am Zollfeld:
- 1869: Ortschaft Stadlhof 3 Häuser, 26 Einwohner[8]
- 1880: Ortschaft Pflugern (einschließlich Stadlhof) 3 Häuser, 32 Einwohner[9]
- 1910: Ortschaft Pflugern 1 Haus, 9 Einwohner; Ortschaft Stadlhof 2 Häuser, 31 Einwohner[10]

### Ortschaft Pflugern seit der Zusammenlegung 1920
- 1923: 10 Häuser, 62 Einwohner (davon Ortschaftsbestandteil Stadlhof 2 Häuser, 17 Einwohner)[11]
- 1934: 70 Einwohner[12]
- 1961: 10 Häuser, 53 Einwohner[13]
- 2001: 10 Gebäude (davon 8 mit Hauptwohnsitz) mit 9 Wohnungen; 19 Einwohner und 1 Nebenwohnsitzfall; 8 Haushalte; 1 Arbeitsstätte, 5 land- und forstwirtschaftliche Betriebe[14]
- 2011: 10 Gebäude, 19 Einwohner, 7 Haushalte, 3 Arbeitsstätten[15]
- 2021: 11 Gebäude, 17 Einwohner, 7 Haushalte, 2 Arbeitsstätten[16]